# Eria myristiciformis
Eria myristiciformis là một loài thực vật có hoa trong họ Lan. Loài này được Hook. mô tả khoa học đầu tiên năm 1863.